# Азат (Аккольський район)
Аза́т (каз. Азат) — село у складі Аккольського району Акмолинської області Казахстану. Адміністративний центр та єдиний населений пункт Азатської сільської адміністрації.
Населення — 969 осіб (2021; 1152 у 2009, 1478 у 1999, 1754 у 1989).
Національний склад станом на 1989 рік:
- росіяни — 40 %
- казахи — 34 %.

До 2007 року село називалося Івановське, ще раніше мав сучасну назву.